# ESPO
ESPO — марка сибирской нефти, поставляемая по трубопроводу Восточная Сибирь — Тихий океан (ВСТО). Цена нефти ESPO сейчас имеет привязку к эмиратскому сорту Dubai Crude, премия к цене которой в мае 2012 года составляла $4,4 за баррель. В июне 2010 года, ESPO наоборот торговалась с дисконтом  $0,4-1,4. При этом считается, что качество нефти ESPO выше ближневосточной. Нефть этой марки поставляется в страны Азии, а также на западное побережье США, где конкурирует с аляскинской нефтью сорта ANS. По данным Reuters, на ESPO в начале 2010 года приходилось 0,3 % мировых поставок нефти. В январе 2010 года совокупные поставки нефти этого сорта составили 7 млн баррелей.
Вопрос о создании российского ГОСТа на эту нефть пока находится в стадии обсуждения в Правительстве РФ. Целью создания данной марки является отделение ценообразования на нефть в трубопроводе ВСТО от нефти марки Urals.

## Достоинства
По американским стандартам плотность одной из смесей на основе нефти, поставляемой через ВСТО, под названием ESPO Blend, составляет 34,8 градуса API с содержанием серы 0,62 % (до 0,53 %), в то время как нефть сорта Dubai значительно более сернистая — 2,0 % при плотности 31 градуса API. Вследствие этого, такая нефть более привлекательна для нефтепереработчиков, чем Urals, так как при переработке сырья удаление серы — сложный процесс, повышающий себестоимость топлива. Впрочем, для сравнения, нефть сорта Brent Blend имеет плотность 38,3 градуса API, при 0,37 % содержания серы.
 Для сравнения, Urals (российская марка экспортной нефтяной смеси) получается смешением в системе трубопроводов «Транснефти» тяжелой, высокосернистой нефти Урала и Поволжья (содержание серы в которых достигает 3,0 %, а плотность в градусах API не превышает 26-28) с лёгкой западносибирской нефтью Siberian Light (плотность 36,5 в градусах API, содержание серы 0,57 %). Итоговое содержание серы в нефти сорта Urals составляет 1,2 %, плотность в градусах API — 31-32.

## Оценки
Президент агентства Platts Лоуренс Нил отмечал, что ESPO, в случае стабильности поставок и качества нефти, в будущем может стать новым эталонным сортом на рынке Северной Азии. Аналитики считают, что ESPO имеет очень хорошие перспективы на тихоокеанском рынке, что связано с высоким качеством и коротким транспортным плечом. Тем не менее, ожидается, что новая марка станет признанным ценовым маркером только в случае существенного увеличения объёма поставок, которое произойдёт после достройки ВСТО и расширения мощностей восточносибирских нефтяных месторождений.